# THOR (voetbalclub)
T.H.O.R., voluit Tot Heil Onzer Ribbenkast, was een van de eerste voetbalclubs in Venlo, opgericht aan het eind van de 19e eeuw.
Volgens de website van een amateurvereniging uit Venlo werd het voetbal in 1896 in Venlo geïntroduceerd door drie Engelsen, die samen met ene Goossens het bedrijf Goossens, Pope & Co begonnen. Deze drie Engelsen worden de gondleggers genoemd van THOR als eerste Venlose voetbalclub. In 1909 is de club opgegaan in VVV-Venlo.
Voormalige: RK BVC · Kwiek Venlo · Quick Boys '31 · THOR · Sportclub Venlo '54 · VCH · RKSV Venlo